# عبد الحليم علام
عبد الحليم علام (13 ديسمبر 1962)، محامٍ مصري، نقيب المحامين المصريين، ورئيس اتحاد المحامين العرب. عُرف بجهوده في الدفاع عن حقوق المحامين، وتحسين أوضاعهم، وتعزيز التعاون بين النقابات العربية.

## الميلاد والنشأة
وُلد عبد الحليم علام في مركز جهينة بمحافظة سوهاج في مصر. نشأ في بيئة قانونية ساعدته على فهم طبيعة العمل القانوني منذ سن مبكرة. حصل على شهادة ليسانس في الحقوق من جامعة الإسكندرية عام 1985، كما حصل على درجة الماجستير في المعاملات التجارية والدولية واللوجستية، وهو باحث دكتوراه في القانون.

## بداية المسيرة المهنية
بدأ علام مسيرته المهنية كمحامٍ في مكتب خاص بمدينة الإسكندرية. تخصص في القضايا المدنية والجنائية، واكتسب سمعة طيبة بفضل نجاحه في العديد من القضايا المعقدة.

## العمل النقابي
انخرط عبد الحليم علام في العمل النقابي مبكرًا، حيث اهتم بقضايا المحامين وحقوقهم. شغل العديد من المناصب النقابية، منها:
- عضو مجلس نقابة محامين الإسكندرية - مقعد الشباب (1993)
- أمين صندوق نقابة محامين الإسكندرية (1997)
- عضو مجلس نقابة محامين الإسكندرية (2001 - 2005)
- الأمين العام لنقابة محامين الإسكندرية (2001)
- نقيب محامين الإسكندرية (2012 - 2016) وأعيد انتخابه عام 2021[4]
- نقيب عام المحامين في مصر (2022 - حتى الآن)
- انتُخب عضوًا بمجلس الشعب وتولى وكالة اللجنة التشريعية في مجلس الشعب عام 2010

## رئاسة اتحاد المحامين العرب
في عام 2024، تم انتخابه رئيسًا لاتحاد المحامين العرب، حيث ساهم في تعزيز التعاون بين النقابات العربية ودعم القضايا الكبرى مثل حقوق الإنسان واستقلالية مهنة المحاماة.

## الإنجازات القانونية والنقابية
ساهم عبد الحليم علام في تطوير التشريعات القانونية في مصر، وسعى لتطبيق مبدأ المساواة في التعامل مع المحامين. كما دعم إصلاح قانون المحاماة وتوفير فرص أكبر للنساء والمحامين الجدد.

## الحياة الشخصية
عرف علام بتواضعه واهتمامه بالجوانب الاجتماعية، وكان دائم الحضور في الفعاليات النقابية، ملتزمًا بدعم المحامين في المستويات كافة.